# نادر الطیب
نادر الطیب (انگلیسی: Nadir Eltayeb؛ زادهٔ ۱۰ اکتبر ۱۹۹۲) بازیکن فوتبال اهل سودان است.
وی همچنین در تیم ملی فوتبال سودان بازی کرده‌است.